# Brompton Regis
Brompton Regis est une paroisse civile et un village du Somerset, en Angleterre.